# Jaszukuni-szentély

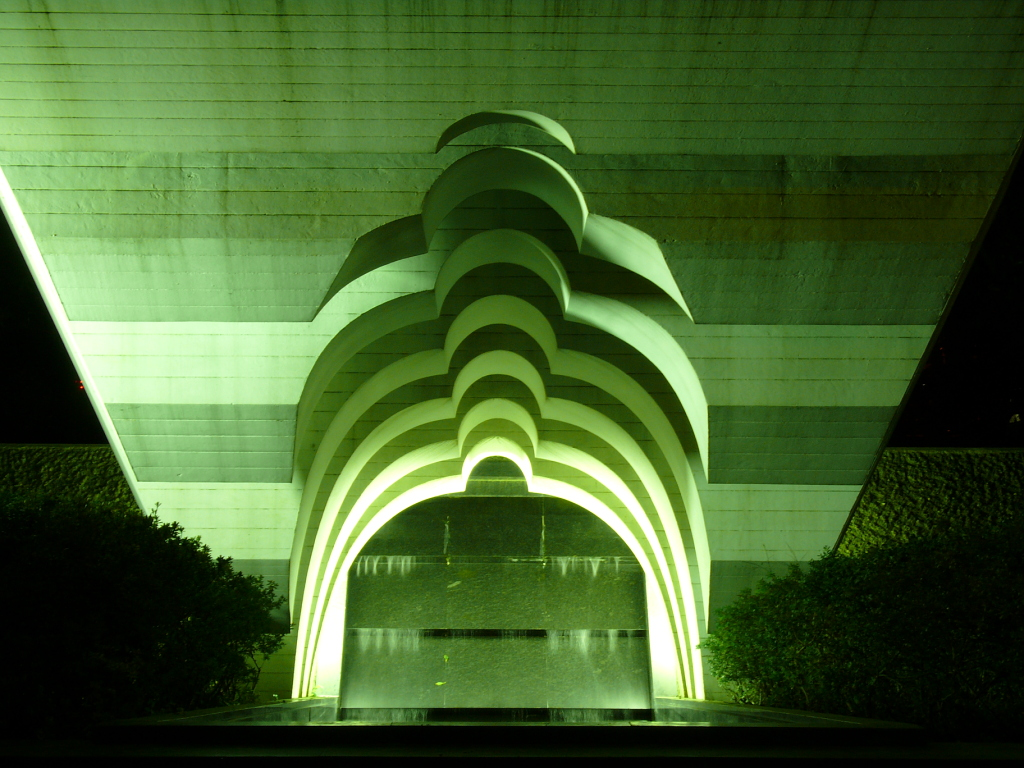
Irei no izumi: forrás a csatatéren szomjúhozóknak

A Jaszukuni-szentély (japánul: 靖國神社, Jaszukuni dzsindzsa, Hepburn-átírással: Yasukuni jinja) sintó szentély Tokió közepén, nem messze a császári palotától. 1869-ben alapították Meidzsi császár rendeletére, mindazoknak szentelve, akik 1853 óta kül- és belháborúkban elestek (ez a szám ma már 2,5 millióra tehető); nevének jelentése ’béketeremtés a birodalomban’. A tavaszi és őszi gyászszertartáson (április 22., illetve október 18.) az uralkodó ’küldött’ (csokusi) által képviselteti magát. 1945 óta, amikor az államot és a sintó vallást szétválasztották, állandó kül- és belpolitikai botránykő, ha egy hivatalban levő miniszter vagy pláne miniszterelnök augusztus 15-én, a fegyverletétel napján ellátogat a szentélybe (Miki Takeo, Szuzuki Zenkó, Nakaszone Jaszuhiro), hiszen a második világháborúban elhullt katonák lelke is itt lakozik (a bevetésre induló kamikazék így búcsúztak egymástól: „Találkozunk a Jaszukuniban!”), sőt több kivégzett háborús bűnös hamvait is itt őrzik.

## Lásd még
- Tokiói per